# Kriegerdenkmal Köckte
Das Kriegerdenkmal Köckte ist ein denkmalgeschütztes Kriegerdenkmal im Ortsteil Köckte der Stadt Gardelegen in Sachsen-Anhalt. Im örtlichen Denkmalverzeichnis ist das Kriegerdenkmal unter der Erfassungsnummer 094 90248 als Baudenkmal verzeichnet.

## Allgemeines
Das Kriegerdenkmal in Form eines Obelisken befindet sich in einer kleinen Parkanlage in der Mitte des Ortes und wurde zum Gedenken an die gefallenen Soldaten des Ersten Weltkriegs errichtet. Im unteren Drittel ist auf allen vier Seiten eine Gedenktafel eingelassen.
In der Dorfkirche Köckte befindet eine Gedenktafel für die Gefallenen des Ersten Weltkriegs.